# Vladislas IV
AFFICHERTITRE

Vladislas Jagellon (en tchèque : Vladislav Jagellonský, en hongrois : II. Ulászló), né le 1er mars 1456 à Cracovie et mort le 13 mars 1516 à Buda, est roi de Bohême à partir de 1471 puis de Hongrie et de Croatie de 1490 jusqu'à sa mort, sous le nom de Vladislas II.

## Biographie

### Famille
Vladislas est le fils aîné du roi de Pologne et grand-duc de Lituanie Casimir IV Jagellon et d'Élisabeth de Habsbourg, fille d'Albert II du Saint-Empire.

### Roi de Bohême et de Hongrie

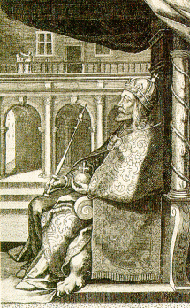
Vladislas IV de Bohème et Hongrie.

Proposé au trône du royaume de Bohême par la veuve du roi Georges de Podiebrady, il est couronné le 22 août 1471. Or, arrivé très jeune (il a quinze ans) dans un pays divisé, il est dominé par ses conseillers. Vladislas est un homme cordial et un roi influençable qui est passé dans l'histoire avec le qualificatif de Vladislas Bene ou le surnom du « roi Bene » en raison du fait qu'il répondait quasi-systématiquement d'un « Bene » aux requêtes qu'on lui faisait, c'est-à-dire « c'est bien » ou « oui » en latin, langue qui ne connaît pas ce dernier mot.
À son accession au trône, il n'est roi qu'en Bohême, la Moravie, la Silésie et la Lusace étant aux mains de Matthias Corvin qui a usurpé le titre de roi de Bohême, et la paix d'Olomouc (en) permet un compromis qui stipule que chacun des rois est autorisé à utiliser son titre, et qu'en cas du décès de Matthias, Vladislas peut recouvrer l'intégralité des terres tchèques moyennant versement de compensations. Cependant le versement n'a pas eu lieu quand, à la mort de Matthias en 1490, Vladislas devient roi de Hongrie. Il est couronné le 21 septembre à Székesfehérvár.
Vladislas s'engage de plus en plus en Hongrie, laissant le gouvernement de la Bohême entre les mains de fonctionnaires issus de la noblesse. L’accord de Kutná Hora, en 1485, élimine pratiquement le pouvoir de Vladislas pour le remettre aux nobles. En 1497, après un séjour de sept ans en Hongrie, il assiste à la Diète de la Pentecôte. Il ne fera plus ensuite que deux apparitions dans son royaume de Bohême en 1502 et 1508-1509. Alors que l'accord précité devait être limité à une période de 31 ans, il est étendu indéfiniment en 1512. 
Vladislas parvient toutefois à faire élire son fils Louis comme successeur au trône de Hongrie le 24 février 1507 et à le faire couronner à Prague le 11 mars 1509. Son règne est stable, bien que ses frontières soient sous la pression constante de l'Empire ottoman, et qu'il voie en 1514 la courte révolte de György Dózsa.

### Unions et postérité
Il se marie trois fois : 
- Le 20 août 1476 avec Barbara de Brandebourg, fille d'Albert III Achille, électeur de Brandebourg.
- Le 4 octobre 1490 avec Béatrice de Naples, veuve de Matthias Corvin, ce qui le place dans une situation de bigamie.
- Le 29 septembre 1502 avec Anne de Foix, après avoir fait annuler ses deux premiers mariages en 1500.

De sa troisième union, il a deux enfants :
- Anne (1503-1547) qui, en 1515, est promise par accord dynastique entre les Jagellon et les Habsbourg à Ferdinand de Habsbourg. À la suite de la mort du roi Louis, la diète de Bohême élit Ferdinand roi.

- Louis (1506-1526), qui succède à son père à l'âge de dix ans sur les trônes de Bohême et de Hongrie mais meurt prématurément à la bataille de Mohács.